# Můj manžel muslim
Můj manžel muslim (v originále Soțul meu musulman) je rumunský dokumentární film z roku 2023. Režiséry jsou manželé Daniel Bărnuți a Alexandra Lizeta Bărnuți. Film má stopáž 67 minut.
Natáčení probíhalo v Jordánsku, Holandsku, Kataru, Rumunsku a Saúdské Arábii.

## Děj
Do určité míry autobiografický film vypráví o jejich vlastním manželství sekulární rumunské ženy a konvertity k islámu, přičemž oba pocházejí z pravoslavného prostředí. 

## Ocenění
Film získal několik cen, například na filmovém festivalu v Sarajevu, Astra Film Festivalu roku 2022, Docu Rough Cut Boutique či  Cine Link Industry Days.